# Hiệp hội nghệ sĩ truyền hình Trung Quốc
Hiệp hội nghệ sĩ truyền hình Trung Quốc  (hay Hiệp hội Trực Quan Trung Quốc) được thành lập vào năm 1985, là một nhóm chuyên nghiệp do Đảng Cộng sản Trung Quốc và một số nghệ sĩ truyền hình quốc gia đứng đầu. Đây là một cầu nối và liên kết giữa đảng và chính phủ để kết nối với ngành công nghiệp truyền hình. Hiệp hội nghệ sĩ truyền hình Trung Quốc là thành viên của Liên đoàn văn học và nghệ thuật Trung Quốc .

## Thành viên

### Chủ tịch
Kim Chiếu (Chủ tịch đầu tiên)
Dương Vĩ Quang (Chủ tịch đời thứ 2,3), Chủ tịch danh dự đời thứ 4,5
Triệu Hóa Dũng (Chủ tịch đời thứ 4, 5), Chủ tịch danh dự đời thứ 5
Hồ Chiêm Phàm

### Phó chủ tịch
Triệu Tầm (Phó chủ tịch điều hành đầu tiên)
Vu Quảng Hoa (Phó chủ tịch điều hành đời thứ 2)
Nguyễn Nhược Lâm　　　　　　　
Uông Tiểu Vi　　　　　　　
Trần Kiệt
Lâm Thần Phu　　
Kim Chiêu
Châu Lan Kì Kì Kha
Đái Lâm Phong
Lô Tử Quý　　　　　　
Lưu Địch Nhất
Tô Tử Long 　
Trương Thiệu Lâm　　
Thịnh Trọng Khánh
Chu Vịnh Lôi
Lý Hiểu Phong　　　 　 　
Lý Hưng Quốc　
Trương Hiểu Ái　　 　　 　
Trương Hoành Sâm
Chu Chấn Thiên　　 　　 　
Triệu Hóa Dũng
Đường Quốc Cường
Lê Minh (Thường trú)
Lý Kinh Thịnh
Chu Lị
Hồ Mai
Hồ Ân
Lê Thụy Cương
Ngụy Văn Bân
Trương Hiển (Thường trú), Tổng thư ký đời thứ 5 　　 　
Vạn Khắc　　 　
Mã Duy Can
Trần Hoa
Âu Dương Thường Lâm　　 　　　
Triệu Đa Giai
Trình Úy Đông　 　
Cừu Tân
Bốc Vũ　　 　
Vương Lệ Bình　　
Vương Phúc Báo　
Mao Vũ　　 　　
Lữ Hoán Bân　
Chu Đồng
Mưu Phong Kinh
Lý Âu Bân
Lý Xuân Lương
Lâm Vĩnh Kiện
Hồ Chánh Vinh
Cao Mãn Đường

### Thế hệ thứ 3
| Tên              | Giới tính | Quốc gia   | Ngày sinh         | Đảng phái                | Bằng cấp        | Đơn vị công tác và vị trí                               | Chức danh chuyên nghiệp          |
| ---------------- | --------- | ---------- | ----------------- | ------------------------ | --------------- | ------------------------------------------------------- | -------------------------------- |
| Chu Vịnh Lôi     | Nam       | Trung Quốc | Tháng 7 năm 1964  | Đảng Cộng sản Trung Quốc | Đại học         | Chủ tịch Shanghai Wenguang News Media Group             | Giám đốc biên tập                |
| Lý Hiểu Phong    | Nam       | Trung Quốc | Tháng 7 năm 1952  | Đảng Cộng sản Trung Quốc | Đại học         | Chủ tịch và Giám đốc Đài truyền hình Trùng Khánh        | Biên tập cấp cao                 |
| Lý Hưng Quốc     | Nam       | Mãn Châu   | Tháng 8 năm 1954  | Đảng Công sản Trung Quốc | Oomoto          | Trưởng Khoa Nghệ thuật Học viện Phát Thanh Bắc Kinh     | Giáo sư                          |
| Dương Vĩ Quang   | Nam       | Trung Quốc | Tháng 11 năm 1935 | Đảng Công sản Trung Quốc | Cử nhân         | Chủ tịch                                                | Biên tập cấp cao                 |
| Trương Hiểu Ái   | Nữ        | Trung Quốc | 46, 3             | Đảng Cộng sản Trung Quốc | Oomoto          | Tổng biên tập của Đài truyền hình Bắc Kinh              | Biên tập cấp cao                 |
| Trương Hoành Sâm | Nam       | Trung Quốc | Tháng 8 năm 1964  | Đảng Cộng sản Trung Quốc | Cao đẳng        | Phó giám đốc                                            | Biên kịch cấp quốc gia           |
| Trương Thiệu Lâm | Nam       | Trung Quốc | Tháng 6 năm 1949  | Đảng cộng sản Trung Quốc | Trung học cơ sở | Giám đốc Trung tâm sản xuất phim truyền hình Trung Quốc | Đạo diễn cấp quốc gia            |
| Chu Chấn Thiên   | Nam       | Trung Quốc | Tháng 4 năm 1946  | Đảng cộng sản Trung Quốc | Cao đẳng        | Chủ nhiệm Trung tâm nghệ thuật Hải Chính                | Biên kịch cấp quốc gia           |
| Triệu Hóa Dũng   | Nam       | Trung Quốc | Tháng 12 năm 1948 | Đảng cộng sản Trung Quốc | Sau Đại học     | Giám đốc đài CCTV                                       | Biên tập cấp cao                 |
| Đường Quốc Cường | Nam       | Trung Quốc | Tháng 5 năm 1952  | Đảng cộng sản Trung Quốc | Cao đẳng        | Diễn viên Nhà hát quốc gia Trung Quốc                   | Diễn viên cấp quốc gia hạng nhất |
| Lê Minh          | Nam       | Trung Quốc | Tháng 12 năm 1950 | Đảng cộng sản Trung Quốc | Đại Học         | Thư ký                                                  |                                  |

## Hội đồng quản trị lần thứ nhất

### Thành viên
Đinh Lãng, Đinh Nghĩa Dân, Đinh Đạo Hi, Điêu Trạch Tân, Vu Tân, Mã Hi Lân, Phương Kiệt, Vương Lực Diệp, Vương Trì Đào, Vương Phù Lâm, Vương Minh Đường, Vương Nhạc Quân, Vương Thụ Nguyên, Vương Căn Vượng, Vương Duy Siêu, Ngưu Bôn, Đặng Sinh Tài, Ngải Hưng, Thạch Côn, Lô Tử Quý, Điền Thành Nhân, Sử Tiễn Phàm, Lưu Sí, Lưu Sùng Trí, Hứa Hoan Tử, Hứa Bá Nhiên, Khúc Quý Niên, Chu Hán Sinh, Chu Quang Diệu, Chu Đức Hân, Nhâm Viễn, Nhâm Hào, Nguyễn Nhược Lâm, Tôn Chu, Uông Tiểu Vi, Uông Tuế Hàn, Mẫn Tông Tứ, Thúc Nhất Đức, Lý Vân Trụ, Lý Hoành Lâm, Lý Thanh Điền, Lý Quốc Kinh, Lý Quế Cần, Lý Thuấn Tài, Tiêu Hùng (nữ), Ngô Phan, Ngô Văn Trung, Đông Vi, Trâu Phàm Dương, Trần Kiệt, Trần Canh, Trần Phương Thụ, Trần Tiên Tự, Trần Chí Ngang, Trần Bỉnh Ngũ, Trần Thiệu Nghiệp, Trần Đống Lương, Trịnh Lễ Tân, Vũ Tử Phương, Lâm Thanh, Lâm Thần Phu, Lâm Kiến Trung, Quả Thanh, Minh Mã Tài Nhân, La Tiệp, Chu Phong, Kim Chiêu, Kim Chiếu, Kim Nãi Thiên, Kim Quang Hiến, Kim Mẫn Tiệp, Mạnh Khải Dữ, Trương Qua, Trương Đại Quang, Trương Mộc Quý, Trương Quang Chiếu, Trương Minh Kiếm, Trương Kiến Đường, Hồng Dân Sinh, Chúc Hi Quyên, Triệu Tầm, Hồ Húc, Hồ Đại Sở, Hồ Liên Thúy, Tường Hồng, Đoàn Mai, Nhiêu Quan Thánh, Du Vĩ, Cao Kiện Khang, Đường Chân, Châu Lan Kì Kì Kha, Hạ Xuyên, Yến Đường, Từ Chí, Từ Gia Sát, Từ Tuệ Chinh, Tào Huệ, Hoàng Duẫn, Hoàng Chuẩn, Hoàng Ích Thấu, Thôi Tuấn Ba, Lỗ Mãng, Lỗ Tiểu Uy, Ngôi Vũ

## Hội đồng quản trị lần thứ hai

### Thành viên
Vu Quảng Hoa, Vu Trí Phong, Mã Duy Can, Vương Hưng Đông, Vương Phù Lâm, Vương Hoài Tín, Vương Thụ Nguyên, Vương Khiếu Văn, Phương Văn, Đặng Tại Quân, Lô Tử Quý, Thạch Học Hải, Diệp Chí Khang, Diệp Huệ Hiền, Phùng Quốc Khánh, Khúc Quý Niên, Lữ Chấn Hiệp, Chu Cảnh Hòa, Trọng Trình Tường, Nhâm Hào, Hoa Nhi Thật, Ô Lệ Á, Lưu Vĩnh Hoàng, Lưu Địch Nhất, Lưu Hiệu Lễ, Lưu Thục Trinh, Hứa Quang Huy, Nguyễn Nhược Lâm, Tô Tử Long, Đỗ Cao, Lý Văn Kì, Lý Thọ Bành, Lý Thiển Phong, Lý Dũng Hạo, Dương Chiêm Sơn, Dương Vĩ Quang, Ngô Bố Lực, Ha Tư Mộc, Ngô Long Hải, Hà Đan, Trâu Hữu Khai, Tống Xuân Lệ, Trương Tiểu Xuyên, Trương Hoa Sơn, Trương Khắc Trung, Trương Thiệu Lâm, Trương Tĩnh Bân, A Nhân, Trần Thắng Lợi, Trần Quế Vinh, Trần Hán Nguyên, Cẩu Lương, Lâm Ái Quân, Minh Mã Tài Nhân, Chu Thuận Sinh, Chu Chấn Thiên, Trịnh Hảo Văn, Triệu An, Triệu Hóa Dũng, Triệu Vận Can, Triệu Trung Tường, Hồ Ân, Hồ Đại Sở, Hồ Liên Thúy, Ha Tư Ô Lạp, Đoàn Mai, Chúc Hi Quyên, Chúc Lệ Hoa, Diêu Gia, Cao Kiện Dân, Quách Vĩnh Giang, Châu Lan Kì Kì Kha, Hoàng Hội Lâm, Tào Hiền Hỏa, Thịnh Trọng Khánh, Khang Đông Thăng, Lộc Tùng Lâm, Lương Hùng, Lương Quang Đệ, Trình Úy Đông, Lỗ Văn Hạo, Cận Thụ Tăng Thái Hiểu Tình, Đằng Kính Đức, Ngụy Văn Bân, Cù Huyền Hòa

## Hội đồng quản trị lần thứ ba
| Khu vực                       | Số lượng | Tên                 | Chức vụ / Vị trí                                                                                |
| ----------------------------- | -------- | ------------------- | ----------------------------------------------------------------------------------------------- |
| Bắc Kinh                      | 6        | Lưu Mẫn             | Giám đốc Đài Bắc Kinh                                                                           |
| Bắc Kinh                      | 6        | Lý Đình Chi         | Chủ tịch Hiệp hội nghệ sĩ điện ảnh và truyền hình Bắc Kinh                                      |
| Bắc Kinh                      | 6        | Lý Hưng Quốc        | Trưởng Khoa nghệ thuật Học viện Phát Thanh Bắc Kinh                                             |
| Bắc Kinh                      | 6        | Trương Hiểu Ái      | Tổng biện tập Đài Bắc Kinh                                                                      |
| Bắc Kinh                      | 6        | Trương Liên Sinh    | Phó chủ tịch và Tổng thư ký Hiệp hội nghệ sĩ điện ảnh và truyền hình Bắc Kinh                   |
| Bắc Kinh                      | 6        | Lục Oánh            | Thành viên của Ủy ban quản lý Đài phát thanh, Đện ảnh và Truyền hình Bắc Kinh                   |
| Thượng Hải                    | 4        | Chu Vịnh Lôi        | Bí thư Đảng và Chủ tịch Shanghai Wenguang News Media Group                                      |
| Thượng Hải                    | 4        | Hà Lân              | Trưởng đoàn diễn viên kịch Tập đoàn phim Thượng Hải                                             |
| Thượng Hải                    | 4        | Lê Thụy Cương       | Giám đốc Thượng Hải TV                                                                          |
| Thượng Hải                    | 4        | Mục Đoan Chính      | Giám đốc Sở Văn hóa, Đài phát thanh, Điện ảnh và Truyền hình Thượng Hải                         |
| Thiên Tân                     | 4        | Vạn Khắc            | Giám đốc Thiên Tân TV                                                                           |
| Thiên Tân                     | 4        | Vương Đại Phương    | Phó giám đốc điều hành Ủy ban quản lý tập đoàn phát thanh, Điện ảnh và Truyền hình Thiên Tân    |
| Thiên Tân                     | 4        | Lưu Thục Trinh      | Chủ tịch Hiệp hội nghệ sĩ truyền hình Thiên Tân                                                 |
| Thiên Tân                     | 4        | Đậu Tú Trân         | Tổng thư ký Hiệp hội nghệ sĩ truyền hình Thiên Tân                                              |
| Trùng Khánh                   | 2        | Lý Hiểu Phong       | Phó giám đốc và Phó bí thư Đảng ủy Đài Phát thanh và Truyền hình Trùng Khánh                    |
| Trùng Khánh                   | 2        | La Hưng Hán         | Phó chủ tịch và Tổng thư ký Hiệp hội nghệ sĩ truyền hình Trùng Khánh                            |
| Hà Bắc                        | 4        | Lữ Chấn Hiệp        | Thanh tra Cục phát thanh và Truyền hình Hà Bắc                                                  |
| Hà Bắc                        | 4        | Dương Quốc Quân     | Giám đốc Đài truyền hình Hà Bắc và Bí thư Đảng ủy                                               |
| Hà Bắc                        | 4        | Lý Sâm Trì          | Phó giám đốc đài truyền hình Hà Bắc                                                             |
| Hà Bắc                        | 4        | Uông Phàm           | Phó chủ tịch và Tổng thư ký Hiệp hội nghệ sĩ truyền hình Hà Bắc                                 |
| Sơn Tây                       | 2        | Triệu Tiểu Bình     | Phó chủ tịch và Tổng thư ký Hiệp hội nghệ sĩ truyền hình Sơn Tây                                |
| Sơn Tây                       | 2        | Đổng Dục Trung      | Giám đốc Sơn Tây TV                                                                             |
| Nội Mông                      | 3        | Vương Tăng          | Phó giám đốc Đài phát thanh, Điện ảnh và Truyền hình Nội Mông                                   |
| Nội Mông                      | 3        | Lưu Thụy            | Giám đốc Đài phát thanh, Điện ảnh và Truyền hình Nội Mông                                       |
| Nội Mông                      | 3        | Quan Phương Phương  | Giám đốc Nội Mông TV                                                                            |
| Liêu Ninh                     | 3        | Hứa Ba              | Phó giám đốc Đài phát thanh, Điện ảnh và Truyền hình Liêu Ninh                                  |
| Liêu Ninh                     | 3        | Lý Cương            | Gián đốc Liêu Ninh TV                                                                           |
| Liêu Ninh                     | 3        | Hoắc Nhã Quân       | Phó chủ tịch và Tổng thư ký Hiệp hội nghệ sĩ truyền hình Liêu Ninh                              |
| Cát Lâm                       | 2        | Phùng Thần          | Giám đốc Cát Lâm TV                                                                             |
| Cát Lâm                       | 2        | Nhâm Phượng Hà      | Giám đốc Sở phát thanh, Điện ảnh và Truyền hình Cát Lâm                                         |
| Hắc Long Giang                | 2        | Vương Nguyệt Nhân   | Giám đốc Đài phát thanh và Truyền hình Hắc Long Giang, Bí thư Đảng ủy                           |
| Hắc Long Giang                | 2        | Thôi Bân            | Phó giám đốc điều hành Hắc Long Giang                                                           |
| Giang Tô                      | 4        | Phàm Binh           | Phó tổng biên tập đài phát thanh và truyền hình Giang Tô                                        |
| Giang Tô                      | 4        | Trương Tiểu Hàng    | Giám đốc nghệ thuật Đài truyền hình và Trung tâm phát thanh truyền hình Giang Tô                |
| Giang Tô                      | 4        | Chu Lị              | Giám đốc Đài Phát thanh và Truyền hình Giang Tô                                                 |
| Giang Tô                      | 4        | Ngụy Vân Huy        | Tổng thư ký Hiệp hội nghệ sĩ truyền hình Giang Tô                                               |
| Chiết Giang                   | 4        | Vương Quốc Phú      | Giám đốc Cục nghệ thuật, Sở phát thanh và Truyền hình Tỉnh Chiết Giang                          |
| Chiết Giang                   | 4        | Triệu Duệ Dũng      | Chủ tịch và Tổng giám đốc Công ty Điện ảnh Trường Thành Chiết Giang                             |
| Chiết Giang                   | 4        | Chung Quế Tùng      | Phó chủ tịch Đài phát thanh và truyền hình Chiết Giang                                          |
| Chiết Giang                   | 4        | Trình Úy Đông       | Phó bí thư và Phó chủ tịch Đảng ủy Đài phát thanh và Truyền hình Chiết Giang                    |
| An Huy                        | 2        | Thang Đạt Tường     | Giám đốc An Huy TV                                                                              |
| An Huy                        | 2        | Chu Tô              | Phó giám đốc Đài phát thanh và Truyền hình An Huy                                               |
| Phúc Kiến                     | 3        | Trương Phàm         | Giám đốc Phúc Kiến TV                                                                           |
| Phúc Kiến                     | 3        | Phó Tổ Quế          | Phó giám đốc Đài phát thanh và Truyền hình Phúc Kiến                                            |
| Phúc Kiến                     | 3        | Thư Triển           | Chủ tịch Đài phát thanh và truyền hình Phúc Kiến                                                |
| Giang Tây                     | 2        | Lý Dũng Hạo         | Phó chủ tịch Liên đoàn Văn học và Nghệ thuật Giang Tây, Chủ tịch Hội Giang Tây                  |
| Giang Tây                     | 2        | Dương Tùng          | Phó giám đốc và Bí thư Tỉnh ủy Đài Truyền hình Giang Tây                                        |
| Sơn Đông                      | 4        | Vương Hán Bình      | Giám đốc Trung tâm sản xuất điện ảnh và truyền hình Sơn Đông                                    |
| Sơn Đông                      | 4        | Chúc Lệ Hoa         | Tổng biên tập Đài truyền hình Sơn Đông                                                          |
| Sơn Đông                      | 4        | Tằng Chiêu Minh     | Bí thư Đảng Sơn Đông TV                                                                         |
| Sơn Đông                      | 4        | Hàn Quốc Cường      | Giám đốc Sơn Đông TV                                                                            |
| Hà Nam                        | 2        | Trương Chí Công     | Tổng thư ký Hiệp hội nghệ sĩ điện ảnh và truyền hình Hà Nam                                     |
| Hà Nam                        | 2        | Chu Thiệu Thành     | Giám đốc Hà Nam TV                                                                              |
| Hồ Bắc                        | 3        | Hồ Đại Sở           | Phó tổng biên tập Cục phát thanh và Truyền hình Vũ Hán                                          |
| Hồ Bắc                        | 3        | Đường Nguyên Đào    | Giám đốc Hồ Bắc TV                                                                              |
| Hồ Bắc                        | 3        | Tào Hiền Hỏa        | Chủ tịch Hiệp hội nghệ sĩ truyền hình Hồ Bắc                                                    |
| Hồ Nam                        | 3        | Âu Dương Thường Lâm | Phó giám đốc Sở phát thanh và Truyền hình Hồ Nam và Giám đốc Đài Truyền hình Hồ Nam             |
| Hồ Nam                        | 3        | Bành Ích            | Tổng giám đốc truyền thông Điện Quảng Hồ Nam và Tổng giám đốc phân công chương trình            |
| Hồ Nam                        | 3        | Ngụy Văn Bân        | Giám đốc Sở phát thanh và Truyền hình Hồ Nam và Chủ tịch Đài phát thanh và Truyền hình Hồ Nam   |
| Quảng Đông                    | 4        | Vương Nãi Bân       | Phó chủ tịch và Tổng thư ký Hiệp hội nghệ sĩ truyền hình Quảng Đông                             |
| Quảng Đông                    | 4        | Lý Cẩm Nguyên       | Giám đốc và Bí thư Đảng ủy Quảng Châu TV                                                        |
| Quảng Đông                    | 4        | Trương Huệ Kiến     | Giám đốc Quảng Châu TV                                                                          |
| Quảng Đông                    | 4        | Lương Hạo Tuyền     | Phó giám đốc Sở phát thanh, Điện ảnh và Truyền hình tỉnh Quảng Đông và Phó Bí thư Đảng ủy       |
| Quảng Tây                     | 2        | Hà Đan              | Phó giám đốc Đài phát thanh và Truyền hình Quảng Tây                                            |
| Quảng Tây                     | 2        | Hoàng Trứ Thành     | Giám đốc Quảng Tây TV                                                                           |
| Hải Nam                       | 1        | Tống Cẩm Tú         | Giám đốc Đài phát thanh và truyền hình Đài Nam và Bí thư Đảng ủy                                |
| Tứ Xuyên                      | 4        | Khổng Giải Dân      | Phó tổng thư ký Hiệp hội nghệ sĩ truyền hình Tứ Xuyên                                           |
| Tứ Xuyên                      | 4        | Vương Quân          | Giám đốc và Bí thư Tỉnh ủy Tứ Xuyên, Ban quản lý Điện ảnh và Truyền hình                        |
| Tứ Xuyên                      | 4        | Vương Lộ Minh       | Giám đốc Tứ Xuyên TV                                                                            |
| Tứ Xuyên                      | 4        | Ngô Bảo Văn         | Bộ trưởng Đài phát thanh, Điện ảnh và Truyền hình Tứ Xuyên và Bí thư Đảng ủy                    |
| Quý Châu                      | 2        | Lưu Bảo Tĩnh        | Phó giám đốc điều hành đài truyền hình Quý Dương                                                |
| Quý Châu                      | 2        | Lý Tân Dân          | Giám đốc Quý Châu TV                                                                            |
| Vân Nam                       | 3        | Tôn Hằng Điềm       | Phó tổng biên tập đài truyền hình Vân Nam, Phó chủ tịch kiêm Tổng thư ký Hiệp hội video Vân Nam |
| Vân Nam                       | 3        | Dương Văn Hổ        | Giám đốc Vân Nam TV                                                                             |
| Vân Nam                       | 3        | Thịnh Vân Phú       | Giám đốc Đài phát thanh và Truyền hình Vân Nam và Bí thư Đảng ủy                                |
| Tây Tạng                      | 2        | Đan Tăng            | Phó giám đốc Đài truyền hình Tây Tạng                                                           |
| Tây Tạng                      | 2        | Hàn Huy             | Giám đốc Tây Tạng TV                                                                            |
| Thiểm Tây                     | 2        | Vương Siêu          | Chủ tịch Hiệp hội nghệ sĩ truyền hình Thiểm Tây                                                 |
| Thiểm Tây                     | 2        | Vương Quảng Quần    | Giám đốc Thiểm Tây TV                                                                           |
| Cam Túc                       | 2        | Kiều Bảo Bình       | Giám đốc Đài truyền hình Cam Túc                                                                |
| Cam Túc                       | 2        | Lý Ngọc Phúc        | Phó chủ tịch Hiệp hội nghệ sĩ truyền hình Cam Túc                                               |
| Thanh Hải                     | 2        | Bách Cư Bích        | Phó giám đốc Đài phát thanh và Truyền hình Thanh Hải và Giám đốc Đài Truyền hình Thanh Hải      |
| Thanh Hải                     | 2        | Trương Hải Đào      | Tổng thư ký Hiệp hội nghệ sĩ truyền hình Thanh Hải                                              |
| Ninh Hạ                       | 2        | Lưu Trấn Nhạc       | Phó giám đốc Đài phát thanh, Điện ảnh và Truyền hình Ninh Hạ                                    |
| Ninh Hạ                       | 2        | Trương Khắc Hồng    | Giám đốc Đài truyền hình và phát thanh Ninh Hạ                                                  |
| Tân Cương                     | 3        | Thi Sinh Điền       | Giám đốc Tân Cương TV                                                                           |
| Tân Cương                     | 3        | Diêu Lan            | Giám đốc Đài phát thanh và Truyền hình Urumqi                                                   |
| Tân Cương                     | 3        | Khang Đông Thăng    | Giám đốc Đài truyền hình quân đội Tân Cương                                                     |
| CCTV                          | 12       | Chu Đồng            | Giám đốc Trung tâm văn học CCTV                                                                 |
| CCTV                          | 12       | Dư Bồi Hiệp         | Giám đốc Trung tâm Thanh niên CCTV                                                              |
| CCTV                          | 12       | Trương Hoa Sơn      | Phó tổng biên tập CCTV                                                                          |
| CCTV                          | 12       | Trương Hiểu Hải     | Phó giám đốc Trung tâm Nghệ thuật và Văn học CCTV và Giám đốc Sở Văn học Nghệ thuật             |
| CCTV                          | 12       | Trương Thiệu Lâm    | Giám đốc Trung tâm sản xuất Truyền hình Trung Quốc                                              |
| CCTV                          | 12       | Lý Bồi Sâm          | Giám đốc Trung tâm sản xuất phim truyền hình Trung Quốc                                         |
| CCTV                          | 12       | Hồ Ân               | Phó giám đốc CCTV                                                                               |
| CCTV                          | 12       | Triệu Hóa Dũng      | Giám đốc CCTV                                                                                   |
| CCTV                          | 12       | Triệu Trung Tường   | Giám đốc phát thanh CCTV quốc tế                                                                |
| CCTV                          | 12       | Cao Phong           | Quản lý tin tức phim ảnh                                                                        |
| CCTV                          | 12       | Cao Kiến Dân        | Phó chủ tịch điều hành Tập đoàn truyền hình quốc tế Trung Quốc                                  |
| CCTV                          | 12       | Trình Hoành         | Giám đốc phòng biên tập CCTV                                                                    |
| Chi nhánh                     | 2        | Sử Quốc Cường       | Giám đốc truyền hình cáp Đông Phong                                                             |
| Chi nhánh                     | 2        | Thiệu Anh Công      | Bí thư Đảng bộ Trung tâm Truyền hình và Phát thanh quảng bá Du Điền Thắng Lợi                   |
| Quân đội                      | 5        | Mã Duy Can          | Phó cục trưởng Cục nghệ thuật thuộc Tổng cục Chính trị                                          |
| Quân đội                      | 5        | Mã Kế Hồng          | Giám đốc Trung tâm nghệ thuật Truyền hình, Tổng cục Hậu cần                                     |
| Quân đội                      | 5        | Trần Thắng Lợi      | Giám đốc Trung tâm nghệ thuật truyền hình của trụ sở cảnh sát vũ trang                          |
| Quân đội                      | 5        | Chu Chấn Thiên      | Giám đốc trung tâm nghệ thuật truyền hình Hải Chính                                             |
| Quân đội                      | 5        | Thư Sùng Phúc       | Giám đốc Trung tâm nghệ thuật truyền hình thuộc Bộ chính trị Quân khu Thành Đô                  |
| Trung ương                    | 9        | Vương Phục Lệ       | Đoàn nghệ thuật đài phát thanh Trung Quốc                                                       |
| Trung ương                    | 9        | Dương Thao          | Phó trưởng đoàn nghệ thuật đường sắt Trung Quốc                                                 |
| Trung ương                    | 9        | Trương Phong Nghị   | Diễn viên Nhà hát Quốc gia Trung Quốc                                                           |
| Trung ương                    | 9        | Trương Khải Lệ      | Diễn viên Nhà hát Quốc gia Trung Quốc                                                           |
| Trung ương                    | 9        | Trương Quốc Lập     | Diễn viên Trung tâm Nghệ thuật Đường sắt Trung Quốc                                             |
| Trung ương                    | 9        | Trương Minh Trí     | Giám đốc Văn hóa và Nghệ thuật giao dịch Quốc tế Trung Quốc                                     |
| Trung ương                    | 9        | Đường Quốc Cường    | Diễn viên Nhà hát Quốc gia Trung Quốc                                                           |
| Trung ương                    | 9        | Lộ Hải Ba           | Giám đốc Sở nghệ thuật Truyền hình, Học viện chính Kịch Trung ương                              |
| Trung ương                    | 9        | Cù Huyền Hòa        | Trưởng đoàn nghệ thuật mỏ than Trung Quốc                                                       |
| Ủy ban chuyên nghiệp          | 7        | Vương Vinh Khởi     | Phó tổng thư ký Hiệp hội Truyền hình Nghệ thuật Dân tộc thiểu số Trung Quốc                     |
| Ủy ban chuyên nghiệp          | 7        | Doãn Liêm Chiêu     | Giám đốc Ban truyền hình Trung ương Hiệp hội truyền hình Trung Quốc                             |
| Ủy ban chuyên nghiệp          | 7        | Lưu Dục Lân         | Phó giám đốc điều hành Hiệp hội truyền hình nông thôn Trung Quốc                                |
| Ủy ban chuyên nghiệp          | 7        | Lưu Hiệu Lễ         | Giám đốc Ủy ban học thuật Hiệp hội điện ảnh Trung Quốc                                          |
| Ủy ban chuyên nghiệp          | 7        | Bành Giang          | Phó giám đốc Hiệp hội điện ảnh Trung Quốc Ban giám đốc nghệ thuật                               |
| Ủy ban chuyên nghiệp          | 7        | Phó Thiết Tranh     | Phó giám đốc và Phó tổng thư ký Hiệp hội Nghệ thuật hoạt hình Trung Quốc                        |
| Ủy ban chuyên nghiệp          | 7        | Đàm Hy Tùng         | Giám đốc của Hiệp hội Truyền hình Quảng cáo Trung Quốc                                          |
| Thẩm quyền cao cấp            | 5        | Vương Đan Ngạn      | Phó giám đốc, Tổng biên tập Đài phát thanh, Điện ảnh và Truyền hình                             |
| Thẩm quyền cao cấp            | 5        | Trọng Trình Tường   | Chủ tịch Liên đoàn Văn học và Nghệ thuật Trung Quốc                                             |
| Thẩm quyền cao cấp            | 5        | Thang Căng          | Trợ lý thanh tra Ban tuyên truyền Trung ương Cục Nghệ thuật và Giải trí                         |
| Thẩm quyền cao cấp            | 5        | Trương Hoành Sâm    | Phó cục trưởng Cục phát thanh, Điện ảnh và Truyền hình                                          |
| Thẩm quyền cao cấp            | 5        | Trương Tử Dương     | Phó cục trưởng Cục Kịch nghệ Đài phát thanh, Điện ảnh và Truyền hình                            |
| Hiệp hội trực quan Trung Quốc | 7        | Vương Phong         | Phó bí thư Đảng ủy Trung Quốc                                                                   |
| Hiệp hội trực quan Trung Quốc | 7        | Vương Chiêm Hải     | Giám đốc Hiệp hội trực quan Trung Quốc                                                          |
| Hiệp hội trực quan Trung Quốc | 7        | Vương Khiếu Văn     | Tổng biên tập Hiệp hội truyền hình Trung Quốc Tạp chí truyền hình đương đại                     |
| Hiệp hội trực quan Trung Quốc | 7        | Dương Vĩ Quang      | Chủ tịch Hiệp hội trực quan Trung Quốc                                                          |
| Hiệp hội trực quan Trung Quốc | 7        | Trương Chấn Đông    | Chuyên gia tư vấn Trung tâm Giao lưu chương trình Hiệp hội Video Trung Quốc                     |
| Hiệp hội trực quan Trung Quốc | 7        | Trương Ngạn Dân     | Thành viên chi nhánh Hiệp hội trực quan Trung Quốc, Phó Bí thư                                  |
| Hiệp hội trực quan Trung Quốc | 7        | Lê Minh             | Bí thư Đảng Hiệp hội trực quan Trung Quốc                                                       |

## Hội đồng quản trị lần thứ tư

### Bắc Kinh
| Tên              | Giới tính | Công việc / Vị trí                                                            |
| ---------------- | --------- | ----------------------------------------------------------------------------- |
| Vưu Tiểu Cương   | Nam       | Trung tâm nghệ thuật truyền hình Trung Bắc Bắc Kinh Chủ tịch                  |
| Lưu Ái Cần       | Nam       | Giám đốc Đài truyền hình Bắc Kinh                                             |
| Tôn Hướng Đông   | Nữ        | Bí thư Đảng ủy và Giám đốc Đài phát thanh và Truyền hình Bắc Kinh             |
| Trương Liên Sinh | Nam       | Hiệp hội nghệ sĩ điện ảnh và truyền hình Bắc Kinh Phó chủ tịch và Tổng thư ký |
| Trịnh Hiểu Long  | Nam       | Giám đốc Trung tâm nghệ thuật truyền hình Bắc Kinh                            |

### Thượng Hải
| Tên            | Giới tính | Công việc / Vị trí                                                                            |
| -------------- | --------- | --------------------------------------------------------------------------------------------- |
| Nhâm Đại Văn   | Nam       | Phó chủ tịch điều hành Hiệp hội nghệ sĩ truyền hình Thượng Hải                                |
| Hà Lân         | Nam       | Phó bí thư Đảng ủy Liên đoàn Văn học và Nghệ thuật Thượng Hải                                 |
| Lê Thụy Cương  | Nam       | Phó bí thư và Chủ tịch Tập đoàn Truyền thông Tin tức Văn Quảng Thượng Hải                     |
| Mục Đoan Chính | Nam       | Giám đốc Sở Văn hóa, Đài phát thanh, Điện ảnh và Truyền hình Thượng Hải và Phó Bí thư Đảng ủy |

### Thiên Tân
| Tên          | Giới tính | Công việc / Vị trí                                                                                    |
| ------------ | --------- | --- |
| Vạn Khắc     | Nam       | Giám đốc Ban quản lý Tập đoàn Điện ảnh và Truyền hình Thiên Tân và Giám đốc Đài truyền hình Thiên Tân |
| Tổ Quang     | Nam       | Nhà sản xuất văn phòng biên tập đài truyền hình Thiên Tân                                             |
| Nghê Tổ Minh | Nam       | Giám đốc Trung tâm sản xuất phim truyền hình Thiên Tân                                                |
| Đậu Tú Trân  | Nữ        | Tổng thư ký Hiệp hội nghệ sĩ truyền hình Thiên Tân                                                    |

### Trùng Khánh
| Tên            | Giới tính | Công việc / Vị trí                                                               |
| -------------- | --------- | -------------------------------------------------------------------------------- |
| Lưu Thuấn Phát | Nam       | Phó tổng giám đốc và Phó tổng biên tập Đài phát thanh và Truyền hình Trùng Khánh |
| Tống Lâm       | Nam       | Phó chủ tịch và tổng thư ký Hiệp hội nghệ sĩ truyền hình Trùng Khánh             |

### Hà Bắc
| Tên             | Giới tính | Công việc / Vị trí                                                    |
| --------------- | --------- | --------------------------------------------------------------------- |
| Lý Sâm Trì      | Nam       | Phó giám đốc đài truyền hình Hà Bắc                                   |
| Dương Quốc Quân | Nam       | Giám đốc Đài truyền hình Hà Bắc                                       |
| Dương Phàm      | Nam       | Phó chủ tịch kiêm Tổng thư ký Hiệp hội Điện ảnh và Truyền hình Hà Bắc |

### Sơn Tây
| Tên             | Giới tính | Công việc / Vị trí                                            |
| --------------- | --------- | ------------------------------------------------------------- |
| Triệu Tiểu Bình | Nữ        | Phó chủ tịch kiêm Tổng thư ký Hội nghệ sĩ truyền hình Sơn Tây |
| Đổng Dục Trung  | Nam       | Phó giám đốc Sở phát thanh và truyền hình Sơn Tây             |

### Vùng tự trị Nội Mông
| Tên                | Giới tính | Công việc / Vị trí                                                |
| ------------------ | --------- | ----------------------------------------------------------------- |
| Quan Phương Phương | Nam       | Giám đốc Đài truyền hình Nội Mông                                 |
| Đỗ Mai             | Nữ        | Phó chủ tịch và Tổng thư ký Hiệp hội nghệ sĩ truyền hình Nội Mông |

### Liêu Ninh
| Tên           | Giới tính | Công việc / Vị trí                                  |
| ------------- | --------- | --------------------------------------------------- |
| Sử Liên Văn   | Nam       | Giám đốc Đài truyền hình Liêu Ninh                  |
| Hứa Ba        | Nữ        | Phó giám đốc Sở phát thanh và truyền hình Liêu Ninh |
| Hoắc Nhã Quân | Nữ        | Tổng thư ký Hiệp hội nghệ sĩ truyền hình Liêu Ninh  |

### Cát Lâm
| Tên            | Giới tính | Công việc / Vị trí                                                                                     |
| -------------- | --------- | --- |
| Vương Dong     | Nữ        | Phó tổng thư ký Hiệp hội nghệ sĩ truyền hình và phát thanh Cát Lâm                                     |
| Phùng Thần     | Nam       | Giám đốc Đài truyền hình Cát Lâm                                                                       |
| Nhâm Phượng Hà | Nữ        | Phó vụ trưởng Vụ tuyên truyền Tỉnh ủy Cát Lâm, Giám đốc Sở phát thanh, Điện ảnh và Truyền hình Cát Lâm |

### Hắc Long Giang
| Tên         | Giới tính | Công việc / Vị trí                                                                                          |
| ----------- | --------- | --- |
| Lưu Ninh    | Nam       | Phó giám đốc Đài truyền hình Hắc Long Giang, Giám đốc biên tập                                              |
| Lý Dần Khuê | Nam       | Phó giám đốc Sở tuyên truyền Tỉnh ủy Hắc Long Giang và Giám đốc Sở phát thanh và Truyền hình Hắc Long Giang |

### Giang Tô
| Tên            | Giới tính | Công việc / Vị trí                                                                                             |
| -------------- | --------- | --- |
| Ngô Kiến Ninh  | Nam       | Giám đốc bộ phận đặc biệt Đài phát thanh và Truyền hình Nam Kinh                                               |
| Trần Tiểu Hàng | Nam       | Giám đốc nghệ thuật Trung tâm phim truyền hình, điện ảnh và truyền hình Đài phát thanh và truyền hình Giang Tô |
| Chu Lị         | Nữ        | Giám đốc Đài phát thanh và Truyền hình Giang Tô, Phó bí thư Đảng ủy, Tổng giám đốc Tập đoàn                    |
| Từ Lệ Linh     | Nữ        | Giám đốc Đài phát thanh và truyền hình Dương Châu, Bí thư Đảng                                                 |

### Chiết Giang
| Tên             | Giới tính | Công việc / Vị trí                                                       |
| --------------- | --------- | ------------------------------------------------------------------------ |
| Vương Quốc Phú  | Nam       | Giám đốc Nghệ thuật Cục quản lý Sở phát thanh và Truyền hình Chiết Giang |
| Triệu Duệ Dũng  | Nam       | Chủ tịch và Tổng giám đốc Công ty điện ảnh Trường Thành Chiết Giang      |
| Bành Thiếu Kiện | Nam       | Trưởng khoa truyền thông Chiết Giang                                     |
| Trình Úy Đông   | Nam       | Tổng biên tập Đài phát thanh và truyền hình Chiết Giang                  |

### An Huy
| Tên            | Giới tính | Công việc / Vị trí |
| -------------- | --------- | --- |
| Mã Lôi         | Nam       | Phó giám đốc Đài phát thanh, Điện ảnh và Truyền hình An Huy                                                                         |
| Trương Tô Châu | Nam       | Phó giám đốc Ban tuyên giáo Tỉnh ủy An Huy, Giám đốc Sở Phát thanh, Điện ảnh và Truyền hình An Huy, Giám đốc Đài truyền hình An Huy |

### Phúc Kiến
| Tên           | Giới tính | Công việc / Vị trí                                                      |
| ------------- | --------- | ----------------------------------------------------------------------- |
| Tôn Vĩnh Minh | Nam       | Phó tổng thư ký Hiệp hội nghệ sĩ truyền hình Phúc Kiến                  |
| Thư Triển     | Nam       | Bí thư Đảng ủy và Chủ tịch Tập đoàn Truyền hình và Phát thanh Phúc Kiến |

### Giang Tây
| Tê              | Giới tính | Công việc / Vị trí                                                                                          |
| --------------- | --------- | --- |
| Dương Linh Linh | Nữ        | Phó giám đốc Sở phát thanh và Truyền hình Giang Tây, Bí thư Đảng ủy kiêm Giám đốc Đài truyền hình Giang Tây |
| Du Hướng Đảng   | Nam       | Bí thư Đảng ủy và Phó chủ tịch điều hành Liên đoàn Văn học và Nghệ thuật Giang Tây                          |

### Sơn Đông
| Tên             | Giới tính | Công việc / Vị trí                                           |
| --------------- | --------- | ------------------------------------------------------------ |
| Vương Hán Bình  | Nam       | Giám đốc Trung tâm sản xuất điện ảnh và truyền hình Sơn Đông |
| Chúc Lệ Hoa     | Nữ        | Tổng biên tập Đài truyền hình Sơn Đông                       |
| Hàn Quốc Cường  | Nam       | Giám đốc Đài truyền hình Sơn Đông                            |
| Tằng Chiêu Minh | Nam       | Phó chủ tịch điều hành Hiệp hội nghệ sĩ truyền hình Sơn Đông |

### Hà Nam
| Tên             | Giới tính | Công việc / Vị trí                                                    |
| --------------- | --------- | --------------------------------------------------------------------- |
| Trương Chí Công | Nam       | Phó chủ tịch kiêm Tổng thư ký Hiệp hội Điện ảnh và Truyền hình Hà Nam |
| Chu Thiệu Thành | Nam       | Giám đốc Đài truyền hình Hà Nam                                       |

### Hồ Bắc
| Tên              | Giới tính | Công việc / Vị trí                                |
| ---------------- | --------- | ------------------------------------------------- |
| Văn Thành Quốc   | Nam       | Giám đốc Đài phát thanh và Truyền hình Hồ Bắc     |
| Đường Nguyên Đào | Nam       | Phó giám đốc Đài phát thanh và Truyền hình Hồ Bắc |
| Tào Tiểu Cường   | Nam       | Giám đốc nghệ thuật Trung tâm truyền hình Vũ Hán  |

### Hồ Nam
| Tên                 | Giới tính | Công việc / Vị trí                                              |
| ------------------- | --------- | --------------------------------------------------------------- |
| Lưu Kiện An         | Nam       | Phó chủ tịch và Tổng thư ký Hiệp hội nghệ sĩ truyền hình Hồ Nam |
| Âu Dương Thường Lâm | Nam       | Giám đốc Đài truyền hình Hồ Nam                                 |
| Ngụy Văn Bân        | Nam       | Bí thư Đảng ủy và Giám đốc Sở phát thanh và Truyền hình Hồ Nam  |

### Quảng Đông
| Tên             | Giới tính | Công việc / Vị trí                                                                            |
| --------------- | --------- | --------------------------------------------------------------------------------------------- |
| Vương Khắc Mạn  | Nam       | Chủ tịch Tập đoàn phát thanh, điện ảnh và truyền hình miền Nam                                |
| Lý Cẩm Nguyên   | Nam       | Giám đốc Đài truyền hình Quảng Châu                                                           |
| Trương Huệ Kiến | Nam       | Bí thư Đảng ủy kiêm Giám đốc Đài truyền hình Quảng Đông Tổng giám đốc Southern Media Holdings |
| Từ Thanh Hùng   | Nam       | Phó chủ tịch và Tổng thư ký Hiệp hội nghệ sĩ truyền hình Quảng Đông                           |

### Khu tự trị Người Tráng Quảng Tây
| Tên             | Giới tính | Công việc / Vị trí                                                                 |
| --------------- | --------- | ---------------------------------------------------------------------------------- |
| Hà Đan          | Nam       | Phó giám đốc Đài phát thanh, Điện ảnh và Truyền hình Quảng Tây, Phó Bí thư Đảng ủy |
| Hoàng Trứ Thành | Nam       | Bí thư Đảng ủy và Giám đốc Đài truyền hình Quảng Tây                               |

### Hải Nam
| Tên             | Giới tính | Công việc / Vị trí                                        |
| --------------- | --------- | --------------------------------------------------------- |
| Tằng Thiếu Minh | Nam       | Tổng thư ký Hiệp hội các nhà làm phim truyền hình Hải Nam |

### Tứ Xuyên
| Tên            | Giới tính | Công việc / Vị trí                                                                                             |
| -------------- | --------- | --- |
| Khổng Giải Dân | Nữ        | Tổng thư ký Hiệp hội nghệ sĩ truyền hình Tứ Xuyên                                                              |
| Ngô Bảo Văn    | Nam       | Chủ tịch Hiệp hội nghệ sĩ truyền hình Tứ Xuyên                                                                 |
| Trần Hoa       | Nam       | Bí thư Tỉnh ủy Đài phát thanh và Truyền hình Tứ Xuyên, Giám đốc Ban quản lý, Giám đốc Đài truyền hình Tứ Xuyên |

### Quý Châu
| Tên             | Giới tính | Công việc / Vị trí                                     |
| --------------- | --------- | ------------------------------------------------------ |
| Bạch Phương Cần | Nam       | Giám đốc Đài truyền hình Quý Châu                      |
| Lưu Bảo Tĩnh    | Nam       | Bí thư Đảng ủy kiêm Giám đốc Đài truyền hình Quý Dương |

### Vân Nam
| Tên          | Giới tính | Công việc / Vị trí                                                                   |
| ------------ | --------- | ------------------------------------------------------------------------------------ |
| Dương Văn Hổ | Nam       | Phó giám đốc Đài phát thanh và Truyền hình Vân Nam, Giám đốc Đài truyền hình Vân Nam |
| Trữ Gia Hoa  | Nam       | Phó giám đốc Đài truyền hình Vân Nam                                                 |

### Vùng tự trị Tây Tạng
| Tên     | Giới tính | Công việc / Vị trí                |
| ------- | --------- | --------------------------------- |
| Hàn Huy | Nam       | Giám đốc Đài truyền hình Tây Tạng |

### Thiểm Tây
| Tên              | Giới tính | Công việc / Vị trí                     |
| ---------------- | --------- | -------------------------------------- |
| Vương Quảng Quần | Nam       | Giám đốc Đài truyền hình Thiểm Tây     |
| Vương Vị Lâm     | Nam       | Phó giám đốc Đài truyền hình Thiểm Tây |

### Cam Túc
| Tên          | Giới tính | Công việc / Vị trí                                               |
| ------------ | --------- | ---------------------------------------------------------------- |
| Cam Kiến Hoa | Nữ        | Phó chủ tịch toàn thời gian Hiệp hội nghệ sĩ truyền hình Cam Túc |
| Tôn Vĩ       | Nam       | Giám đốc Đài phát thanh, điện ảnh và truyền hình Cam Túc         |

### Thanh Hải
| Tên            | Giới tính | Công việc / Vị trí                                                                       |
| -------------- | --------- | ---------------------------------------------------------------------------------------- |
| Bạch Cư Bích   | Nam       | Phó giám đốc Đài phát thanh và truyền hình Thanh Hải, Giám đốc Đài truyền hình Thanh Hải |
| Trương Hải Đào | Nam       | Tổng thư ký Hiệp hội nghệ sĩ điện ảnh và truyền hình Thanh Hải                           |

### Khu tự trị Người Hồi Ninh Hạ
| Tên            | Giới tính | Công việc / Vị trí                                                                        |
| -------------- | --------- | ----------------------------------------------------------------------------------------- |
| Mã Dược        | Nam       | Phó giám đốc Đài phát thanh và Truyền hình Ninh Hạ                                        |
| Dương Hồng Đào | Nam       | Giám đốc Trung tâm sản xuất điện ảnh và truyền hình Ninh Hạ, Giám đốc Ningxia Film Studio |

### Khu tự trị Người Duy Ngô Nhĩ Tân Cương
| Tên           | Giới tính | Công việc / Vị trí                                                        |
| ------------- | --------- | ------------------------------------------------------------------------- |
| Thi Sinh Điền | Nam       | Thứ trưởng Bộ tuyên truyền Tỉnh uỷ khu tự trị Người Duy Ngô Nhĩ Tân Cương |
| Ôn Vĩ         | Nữ        | Tổng thư ký Hiệp hội nghệ sĩ truyền hình Tân Cương                        |

### Sản xuất và xây dựng quân đoàn Tân Cương
| Tên           | Giới tính | Công việc / Vị trí                                                        |
| ------------- | --------- | ------------------------------------------------------------------------- |
| Hầu Hữu Quyền | Nam       | Bí thư Đảng ủy và Giám đốc sản xuất và xây dựng Đài truyền hình Tân Cương |

### Hiệp hội doanh nghiệp Đài truyền hình chi nhánh Trung Quốc
| Tên     | Giới tính | Công việc / Vị trí                                               |
| ------- | --------- | ---------------------------------------------------------------- |
| Sa Phàm | Nam       | Phó vụ trưởng Vụ tuyên truyền Đảng ủy Tập đoàn khai thác Từ Châu |

### Hiệp hội Truyền hình Trung ương
| Tên             | Giới tính | Công việc / Vị trí                                                                  |
| --------------- | --------- | ----------------------------------------------------------------------------------- |
| Chu Đồng        | Nam       | Giám đốc Trung tâm chương trình Văn học CCTV                                        |
| Tô Phong        | Nam       | Giám đốc văn phòng biên tập CCTV                                                    |
| Lý Bồi Sâm      | Nam       | Giám đốc Trung tâm sản xuất phim truyền hình Trung Quốc                             |
| Dư Bồi Hiệp     | Nam       | Giám đốc Trung tâm chương trình Thanh thiếu niên CCTV                               |
| Trương Tử Dương | Nam       | Phó giám đốc Trung tâm sản xuất phim truyền hình Trung Quốc                         |
| Trương Hoa Sơn  | Nam       | Phó tổng biên tập CCTV                                                              |
| Trương Hiểu Hài | Nam       | Phó giám đốc Trung tâm chương trình Văn học CCTV và Giám đốc Sở Văn học Nghệ thuật  |
| Hồ Ân           | Nam       | Phó giám đốc CCTV                                                                   |
| Cao Phong       | Nam       | Phó giám đốc CCTV và Giám đốc Trung tâm Tin tức điện ảnh Trung ương, Bí thư Đảng ủy |
| Cao Kiến Dân    | Nam       | Phó chủ tịch điều hành Tập đoàn truyền hình quốc tế Trung Quốc                      |
| Trình Hoành     | Nam       | Phó tổng biên tập CCTV                                                              |

### Quân đội giải phóng
| Tên            | Giới tính | Công việc / Vị trí                                                                                      |
| -------------- | --------- | --- |
| Mã Duy Can     | Nam       | Phó cục trưởng Cục nghệ thuật Vụ tuyên truyền thuộc Tổng cục chính trị                                  |
| Lý Ấu Bân      | Nam       | Diễn viên Bayi Film Studio                                                                              |
| Trần Thắng Lợi | Nam       | Giám đốc nghệ thuật Trung tâm nghệ thuật truyền hình thuộc Bộ chính trị của lực lượng cảnh sát vũ trang |
| Thiệu Quân Lâm | Nam       | Giám đốc nghệ thuật Bộ chính trị đoàn nghệ thuật Khu vực quân sự Nam Kinh                               |
| Bàng Mẫn       | Nữ        | Giám đốc bộ phận sản xuất Bayi Film Studio                                                              |
| Hầu Dũng       | Nam       | Diễn viên Đoàn Nghiên cứu Văn hóa và Nghệ thuật Bộ chính trị Nam Kinh                                   |
| Cao Tây Tây    | Nam       | Giám đốc Trung tâm Nghệ thuật Truyền hình của Bộ chính trị Không quân                                   |
| Thư Sùng Phúc  | Nam       | Giám đốc Trung tâm Nghệ thuật Truyền hình thuộc Bộ chính trị Quân khu Thành Đô                          |

### Văn phòng thứ 3 của Hiệp hội trực quan Trung Quốc
| Tên              | Giới tính | Công việc / Vị trí |
| ---------------- | --------- | --- |
| Lý Hưng Quốc     | Nam       | Phó chủ tịch Hiệp hội Nghệ sĩ truyền hình Trung Quốc, Trưởng khoa Nghệ thuật Điện ảnh và Truyền hình Đại học Truyền thông Trung Quốc   |
| Lý Hiểu Phong    | Nam       | Phó chủ tịch Hiệp hội nghệ sĩ truyền hình Trung Quốc, Chủ tịch Tập đoàn truyền hình và phát thanh Trùng Khánh (Trạm chính) (Giám đốc)  |
| Trương Hiểu Ái   | Nữ        | Phó chủ tịch Hiệp hội nghệ sĩ truyền hình Trung Quốc, Chủ tịch Hiệp hội truyền hình và phát thanh Bắc Kinh                             |
| Chu Chấn Thiên   | Nam       | Phó chủ tịch Hiệp hội nghệ sĩ truyền hình Trung Quốc, Giám đốc nghệ thuật Trung tâm nghệ thuật truyền hình thuộc Bộ chính trị Hải quân |
| Triệu Hóa Dũng   | Nam       | Phó chủ tịch Hiệp hội nghệ sĩ truyền hình Trung Quốc, Giám đốc CCTV                                                                    |
| Đường Quốc Cường | Nam       | Phó chủ tịch Hiệp hội nghệ sĩ truyền hình Trung Quốc, Diễn viên cấp quốc gia hạng nhất Nhà hát Quốc gia Trung Quốc                     |
| Lê Minh          | Nam       | Phó chủ tịch Hiệp hội nghệ sĩ truyền hình Trung Quốc, Bí thư Đảng ủy                                                                   |

### Trung trực hệ thống
| Tên               | Giới tính | Công việc / Vị trí                                                                               |
| ----------------- | --------- | ------------------------------------------------------------------------------------------------ |
| Vương Đan Ngạn    | Nữ        | Phó giám đốc Ban quản lý tuyên truyền Cục phát thanh, Điện ảnh và Truyền hình                    |
| Vương Trí Tuệ     | Nữ        | Giám đốc Trung tâm sản xuất phim, Trung tâm quản lý trình diễn Trung Quốc                        |
| Vương Phức Lệ     | Nữ        | Diễn viên Đoàn nghệ thuật đài phát thanh Trung Quốc                                              |
| Trọng Trình Tường | Nam       | Nhà nghiên cứu Liên đoàn Văn học và Nghệ thuật Trung Quốc                                        |
| Tôn Lâm           | Nam       | Tổng biên tập Trung tâm điện ảnh và truyền hình nông nghiệp Trung Quốc                           |
| Lý Kinh Thịnh     | Nam       | Giám đốc quản lý phim truyền hình Cục phát thanh, Điện ảnh và Truyền hình                        |
| Lý Xuân Lợi       | Nữ        | Phóng viên Guangming Daily và Bộ Văn hóa Nghệ thuật                                              |
| Dương Chí Kim     | Nam       | Thành viên và phó chủ tịch Đảng ủy Liên đoàn Văn học và Nghệ thuật Trung Quốc, Thư ký Ban thư ký |
| Trương Phong Nghị | Nam       | Diễn viên cấp quốc gia hạng nhất Nhà hát Quốc gia Trung Quốc                                     |

| Tên             | Giới tính | Công việc / Vị trí                                                                       |
| --------------- | --------- | ---------------------------------------------------------------------------------------- |
| Trương Khải Lệ  | Nữ        | Diễn viên cấp quốc gia hạng nhất Nhà hát Quốc gia Trung Quốc                             |
| Trương Quốc Lập | Nam       | Diễn viên cấp quốc gia hạng nhất Quân đoàn đường sắt Trung Quốc                          |
| Trương Minh Trí | Nam       | Giám đốc Trung tâm Văn hóa và Nghệ thuật quốc tế Trung Quốc                              |
| Mạnh Vệ Đông    | Nam       | Thành viên Đảng ủy và Phó trưởng đoàn nghệ thuật đường sắt Trung Quốc                    |
| Mạnh Tường Lâm  | Nam       | Phó cục trưởng Cục văn hóa nghệ thuật Ban tuyên giáo Trung ương Đảng Cộng sản Trung Quốc |
| Hồ Mai          | Nữ        | Đạo diễn cấp quốc gia hạng nhất Tập đoàn phim Trung Quốc                                 |
| Quách Vận Đưc   | Nam       | Giám đốc nghệt thuật Văn học nhân dân                                                    |
| Lô Hải Ba       | Nam       | Giám đốc sở Điện ảnh và Truyền hình Học viện chính Kịch Trung ương                       |
| Cù Huyền Hòa    | Nam       | Trưởng phòng Đoàn kịch nghệ mỏ than Trung Quốc                                           |

### Hiệp hội trực quan Trung Quốc và các chi nhánh của Hiệp hội
| Tên              | Giới tính | Công việc / Vị trí |
| ---------------- | --------- | --- |
| Vương Phong      | Nam       | Tổng thư ký Hiệp hội nghệ sĩ truyền hình Trung Quốc, Phó bí thư Đảng                                                                                              |
| Vương Chiếm Hải  | Nam       | Giám đốc Hiệp hội nghệ sĩ truyền hình Trung Quốc |
| Vương Vinh Khởi  | Nam       | Phó giám đốc điều hành Ủy ban Dân tộc thiểu số Hiệp hội nghệ sĩ truyền hình Trung Quốc, Phó giám đốc văn phòng sáng tạo Đoàn kịch và Đoàn múa quốc gia Trung ương |
| Lưu Thụy         | Nam       | Giám đốc Ủy ban kế hoạch quản lý truyền hình Hiệp hội nghệ sĩ truyền hình Trung Quốc                                                                              |
| Lưu Hiệu Lễ      | Nam       | Giám đốc Ủy ban học thuật tài liệu truyền hình Hiệp hội nghệ sĩ truyền hình Trung Quốc                                                                            |
| Trương Ngạn Dân  | Nam       | Phó tổng thư ký Hiệp hội nghệ sĩ truyền hình Trung Quốc, Thành viên Đảng                                                                                          |
| Trương Đức Tường | Nam       | Giám đốc Phòng nghiên cứu lý thuyết Hiệp hội nghệ sĩ truyền hình Trung Quốc                                                                                       |
| Đường Hải        | Nam       | Phó tổng biên tập tạp chí "Truyền hình đương đại" Hiệp hội nghệ sĩ truyền hình Trung Quốc                                                                         |
| Phó Thiết Tranh  | Nam       | Phó giám đốc và Phó tổng thư ký Ủy ban Nghệ thuật Hoạt hình Hiệp hội nghệ sĩ truyền hình Trung Quốc                                                               |
| Trạch Huy        | Nam       | Giám đốc Ủy ban chuyên nghiệp Hiệp hội nghệ sĩ truyền hình Trung Quốc                                                                                             |

## Hội đồng quản trị lần thứ năm

### Thành viên
| Bốc Vũ                        | Vu Đan                      | Vạn Khắc                    | Mã Dược (Người Hồi)   |
| Mã Lâm (Nữ, Người Hồi)        | Mã Lâm (Nữ, Người Hồi)      | Mã Lôi                      | Mã Kế Hồng            |
| Mã Duy Can (Người Hồi)        | Vương Dung (Nữ)             | Vương Quảng Quần            | Vương Đan Ngạn        |
| Vương Khắc Mạn                | Vương Mậu Lượng             | Vương Quốc Phú              | Vương Vinh Khởi       |
| Vương Cảnh Vũ                 | Vương Trí Tuệ (Nữ)          | Vương Vị Lâm                | Vưu Tiểu Cương        |
| Khổng Đức Minh                | Cam Kiến Hoa (Nữ)           | Đại Lập Dân                 | Bạch Phương Cần       |
| Chu Đồng                      | Nhâm Quảng Vĩ               | Trang Quang Dự              | Lưu Giai              |
| Lưu Trường Giang              | Lưu Văn Quốc                | Lưu Văn Diễm                | Lưu Ngọc Bình         |
| Lưu Ngọc Cầm (Nữ)             | Lưu Quang Toàn              | Lưu Hướng Quần              | Lưu Chí Giang         |
| Lưu Bảo Tĩnh                  | Lưu Quý Hữu (Người Mãn)     | Hứa Cường                   | Kỷ Tiểu Thuyên        |
| Tôn Vĩnh Minh                 | Tôn Hướng Đông (Nữ)         | Đỗ Húc Đông                 |                       |
| Đỗ Mai (Nữ, Người Evenk)      | Đỗ Mai (Nữ, Người Evenk)    | Lý Hoành                    | Lý Gia (Nữ)           |
| Lý Dương (Người Triều Tiên)   | Lý Dương (Người Triều Tiên) | Lý Tam Lâm                  | Lý Ấu Bân             |
| Lý Hưng Quốc (Người Mãn)      | Lý Kinh Thịnh               | Lý Dần Khuê                 | Lý Sâm Trì            |
| Lý Thư Đông (Nữ)              | Dương Văn Hồng (Nữ)         | Dương Chí Cương             | Dương Linh Linh (Nữ)  |
| Dương Hồng Đào (Người Hồi)    | Dương Hồng Tân (Người Mãn)  | Ngô Kiến Sinh               | Ngô Kiến Ninh         |
| Hà Vi                         | Dư Úy Thanh (Nữ, Người Hồi) | Uông Phàm                   | Uông Uy Giang         |
| Trương Hiển                   | Trương Phong                | Trương Tử Dương             | Trương Phong Nghị     |
| Trương Hoa Lập                | Trương Chí Công             | Trương Tô Châu              | Trương Liên Sinh      |
| Trương Minh Trí               | Trương Khải Lệ              | Trương Quốc Lập             | Trương Tông Vân       |
| Trương Ngạn Dân               | Trương Hiểu Hài             | Trường Hải Đào              | Trương Dược Minh      |
| Trương Huệ Kiến               | Trương Nhã Hân (Người Mãn)  | Trương Đức Tường            | Lục Tiểu Hoa          |
| Trần Hoa                      | Trần Hảo (Nữ)               | Trần Thanh (Nữ)             | Trần Quân Thông       |
| Trần Kiến Quốc                | Trần Thắng Lợi              | Phạm Tông Sai               |                       |
| Lâm Vĩnh Kiện                 | Âu Dương Thường Lâm         | La Minh                     | La Sùng Văn (Nữ)      |
| Kim Việt                      | Chu Lị (Nữ)                 | Chu Văn Lực                 | Chu Thiệu Thành       |
| Bàng Mẫn (Nữ)                 | Trịnh Hiểu Long             | Lang Côn                    | Mãnh Viện (Nữ)        |
| Mạnh Tường Lâm                | Triệu Đồng                  | Triệu Hóa Dũng              | Triệu Đa Giai (Nữ)    |
| Triệu Xuân Đào                | Triệu Thụ Thanh             | Triệu Bảo Nhạc              | Triệu Duệ Dũng        |
| Hồ Mai                        | Hồ Ân                       | Hầu Dũng                    | Thi Sinh Điền         |
| Tổ Quang                      | Chúc Lệ Hoa (Nữ)            | Hạ Trần An                  | Nghê Tổ Minh          |
| Từ Thiếu Đạt                  | Từ Lệ Linh (Nữ)             | Từ Thanh Hùng               | Cao Phong (Người Hồi) |
| Cao Tây Tây                   | Quách Khải Mẫn              | Đường Quốc Cường            | Hoàng Hạo (Nữ)        |
| Hoàng Trứ Thành (Người Tráng) | Tào Tiểu Cường (Ba Đặc Nhĩ) | Tào Tiểu Cường (Ba Đặc Nhĩ) | Thịnh Phẩm Nho        |
| Khang Ninh (Nữ)               | Bành Trình                  | Bành Thiếu Kiện             | Đổng Dục Trung        |
| Hàn Huy                       | Hàn Quốc Cường              | Cảnh Cao Địa                | Trình Hoành           |
| Trình Úy Đông                 | Phó Ngọc Tường (Người Mãn)  | Thư Sùng Phúc               | Hàn Lộ (Nữ)           |
| Cừu Tân                       | Lộ Hải Ba                   | Trữ Gia Hoa                 | Thái Truyện Đạo       |
| Đằng Tuấn Kiệt                | Tiết Kế Quân                | Mục Đoan Chính              | Đái Văn Giang         |
| Ngụy Dân                      | Ngụy Vân Huy                |                             |                       |

## Hội đồng quản trị lần thứ sáu

### Thành viên
| Ất Phúc Hải                      | Đinh Liễu Nguyên                                      | Bốc Vũ                                                |
| Can Siêu                         | Mã Tô                                                 | Mã Lợi (Nữ)                                           |
| Vương Tuấn                       | Vương Dịch                                            | Vương Lôi                                             |
| Vương Dung (Nữ)                  | Vương Nhất Xuyên                                      | Vương Vân Phi                                         |
| Vương Ấu Lệ (Nữ)                 | Vương Chí Phi (Người Hồi)                             | Vương Lệ Bình (Nữ)                                    |
| Vương Quốc Phú                   | Vương Kiến Quân (Nữ)                                  | Vương Hiểu Hổ                                         |
| Vương Vị Lâm                     | Vương Phúc Bảo                                        | Vưu Tiểu Cương                                        |
| Vưu Diễm Như (Nữ)                | Mao Vũ                                                | Duẫn Tiệp Dư (Nữ)                                     |
| Đại Lập Dân                      | Bạch Nham Tùng (Người Mông Cổ)                        | Hình Anh Anh (Nữ)                                     |
| Lữ Kiến Sở                       | Lữ Hoán Bân                                           | Chu Quân                                              |
| Chu Tấn                          | Chu Đồng                                              | Chu Văn Biểu                                          |
| Chu Vĩ Quang                     | Chu Hạ Viêm                                           | Luân Châu Ba Tang (Người Tạng)                        |
| Hướng Bồi Phượng (Người Thổ Gia) | Trang Bảo Bân                                         | Lưu Giai (Nữ)                                         |
| Lưu Đào (Nữ)                     | Lưu Hỷ                                                | Lưu Thành An                                          |
| Lưu Chí Giang                    | Lưu Anh Khôi                                          | Lưu Minh Huệ (Nữ)                                     |
| Lưu Chương Biểu                  | Thang Lệ Quyên (Nữ)                                   | Tôn Chí Bình                                          |
| Mưu Phong Kinh                   | Mãi Mãi Đề Ngải Lực A Bất Liệt Tư (Người Duy Ngô Nhĩ) | Mãi Mãi Đề Ngải Lực A Bất Liệt Tư (Người Duy Ngô Nhĩ) |
| Kỷ Mĩ Quyên (Nữ)                 | Tô Nhật Na (Người Mông Cổ)                            | Đỗ Húc Đông                                           |
| Đỗ Bảo Phong                     | Lý Xuyên                                              | Lý Hoành                                              |
| Lý Phang (Nữ)                    | Lý Sâm                                                | Lý Gia (Nữ)                                           |
| Lý Tam Lâm                       | Lý Đông Thân (Người Hồi)                              | Lý Ấu Bân                                             |
| Lý Xuân Lợi (Nữ)                 | Lý Xuân Lương                                         | Dương Tinh (Nữ, Người Hồi)                            |
| Dương Lan (Nữ)                   | Dương Hồng Đào (Người Hồi)                            | Dương Hồng Tân (Người Mãn)                            |
| Tiêu Khải Lâm                    | Ngô Nhược Phủ                                         | Ngô Kiến Sinh                                         |
| Đồng Lệ Á (Người Tích Bá)        | Lãnh Tùng (Người Mãn)                                 | Uông Hàm                                              |
| Uông Uy Giang                    | Thẩm Nghệ Kì                                          | Trương Di (Nữ)                                        |
| Trương Hiển                      | Trương Vệ Tinh                                        | Trương Quan Bắc                                       |
| Trương Hoa Lập                   | Trương Khải Lệ (Nữ)                                   | Trương Ngạn Dân                                       |
| Trương Hải Đào                   | Trương Huệ Kiến                                       | Trương Đức Tường                                      |
| Lục Tiểu Hoa                     | Trần Lực (Nữ)                                         | Trần Duệ                                              |
| Trần Kiến Quốc                   | Trần Lỗ Dự (Người Hồi)                                | Tràn Vận Cường                                        |
| Vũ Hồng Nho                      | Phạm Tông Sai                                         | Lâm Thanh (Nữ)                                        |
| Lâm Vĩnh Kiện                    | Dịch Khải                                             | La Sùng Văn (Nữ)                                      |
| La Hoán Chương                   | Kim Bình (Nữ, Người Hồi)                              | Chu Cương                                             |
| Chu Đào                          | Chu Văn Lực                                           | Chu Hiền An                                           |
| Mạnh Phi                         | Triệu Vệ Quốc                                         | Triệu Trạch Côn                                       |
| Triệu Bảo Nhạc                   | Hồ Mai                                                | Hồ Chính Vinh                                         |
| Hồ Chiêm Phàm                    | Hồ Trí Phong                                          | Liễu Diệu Huy                                         |
| Vũ Thành Minh                    | Hầu Hồng Lượng                                        | Tổ Quang                                              |
| Hạ Hồng                          | Tấn Lượng                                             | Nghê Bình                                             |
| Từ Thiên Phúc                    | Từ Long Hà                                            | Cao Phi                                               |
| Cao Quân                         | Cao Mãn Đường                                         | Quách Thụy                                            |
| Quách Quang Tuấn                 | Hải Hà                                                | Cung Vũ                                               |
| Thôi Tụng Đông                   | Khang Kiên                                            | Khang Huy                                             |
| Khang Hồng Lôi                   | Lương Kim Thăng                                       | Huệ Nghị                                              |
| Hắc Yến (Nữ, Người Di)           | Tằng Kiện                                             | Tằng Quang Huy                                        |
| Tằng Tường Huy                   | Tạ Vinh                                               | Cận Đông                                              |
| Lại Thông Bút                    | Lận Tư Ưng (Nữ)                                       | Hùng Thành                                            |
| Đằng Tuấn Kiệt                   | Tiết Sơn Minh                                         | Cúc Bình                                              |